# (5964) 1990 QN4
(5964) 1990 QN4 es un asteroide perteneciente al cinturón de asteroides, región del sistema solar que se encuentra entre las órbitas de Marte y Júpiter, descubierto el 23 de agosto de 1990 por Henry E. Holt desde el Observatorio del Monte Palomar, Estados Unidos.

## Designación y nombre
Designado provisionalmente como 1990 QN4. 

## Características orbitales
1990 QN4 está situado a una distancia media del Sol de 3,055 ua, pudiendo alejarse hasta 3,998 ua y acercarse hasta 2,113 ua. Su excentricidad es 0,308 y la inclinación orbital 3,394 grados. Emplea 1951,12 días en completar una órbita alrededor del Sol.

## Características físicas
La magnitud absoluta de 1990 QN4 es 12,8. Tiene 13,186 km de diámetro y su albedo se estima en 0,086. 